# Palác Hrobčických
Palác Hrobčických, zvaný též dům U Tobolky, je raně barokní palácová stavba s hlavním průčelím v ulici Rytířské 401/20 v Praze 1 – Starém Městě, která je od roku 1964 chráněna jako kulturní památka České republiky. Zadní strana paláce má průčelí v ulici Provaznická 401/7. Stavba sousedí s Wimmerovým palácem (Rytířská čp. 402/18 a Provaznická 402/5), s nímž má společného majitele.
V důsledku nepovolených stavebních úprav v letech 2004–2005 je tento palác zejména v interiérech a na nádvoří závažně poškozen a zůstává od té doby prázdný, nevyužívaný.

## Historie
Palác má gotické základy. V 15. století byl původní objekt, který měl patrně podobu jednotraktové dvoupatrové věže, přestavěn a půdorys rozšířen až k hradební uličce (dnešní Provaznická). Od roku 1526 patřil palác šlechtickému rodu Hrobčických, podle nichž je pojmenován. Současná raně barokní podoba pochází z doby po roce 1680 (stylem připomíná díla Francesca Carratiho); tehdy zřejmě vznikla i menší zadní budova obrácená jednoduchou fasádou do Provaznické ulice, kdežto spojovací dvorní křídlo s pavlačemi vzniklo nejspíše na konci 18. století. V roce 1802 byla pravděpodobně částečně realizována úprava dvorního křídla podle návrhu Františka Hegera. Poslední přestavby proběhly ve 30. letech 20. století, kdy bylo vybouráno přízemí, nově vybetonováno a přeměněno na velikou prodejnu; zbytek fasády hlavního průčelí zůstal raně barokní. Bylo přistavěno druhé, pouze přízemní dvorní křídlo a v dolní části krovu mansardové střechy bylo vybudováno podkroví, přičemž byly raně barokní stropy druhého patra posíleny ocelovými nosníky.
Po roce 1989 byl palác Hrobčických, stejně jako sousední Wimmerův palác, privatizován.

### Zničující rekonstrukce
Obě budovy byly od roku 1992 ve vlastnictví společností T.V.B. spol. s r.o. a CVTB spol. s r.o. V létě roku 2004 do nich vstoupil italský investor Cesare Belliti a poté byly zahájeny rozsáhlé, až do března 2005 trvající bourací práce a provedena půdní vestavba, ačkoliv bylo třikrát majiteli ze strany NPÚ i Odboru památkové péče Magistrátu hl. města Prahy nařízeno, aby nepovolené úpravy ihned zastavil. Teprve trestní oznámení ze strany obou úřadů a také Klubu Za starou Prahu, podané na neznámého pachatele pro podezření z trestných činů zneužití vlastnictví a maření výkonu úředního rozhodnutí, vedlo ke konečnému přerušení „rekonstrukčních“ prací.
Výsledkem několikaměsíčního bourání, jež bylo podle italského architekta Martiniho pouhými „přípravnými prácemi, které byly nezbytné, aby se zbytečně neztrácel čas při čekání na vyřešení byrokratických průtahů“, je architektonicko-umělecké znehodnocení obou objektů a nevratná ztráta archeologických nálezových situací. Ve většině prostor obou paláců jsou zbourány vnitřní dělicí zdi, otlučeny historické omítky (včetně středověkých fresek a raně novověkých přemaleb), zcela nebo částečně rozebrány stropy a v cihelné gotické dělicí zdi mezi oběma domy jsou proraženy průchody. Byly vykopány a odvezeny zásypy kleneb goticko-renesančních sklepů (které měly být odstraněny kvůli výstavbě podzemních garáží) a téměř 5 m hluboký výkop byl proveden i na dvoře paláce. Bylo zbouráno dvorní křídlo, které pocházelo z poslední novodobé adaptace.
V roce 2007 byl vydán trestní příkaz proti jednateli tehdejšího vlastníka za poškození nemovitých kulturních památek. Následně objekt zůstával bez údržby, od roku 2014 je stav stabilizován.

## Současnost

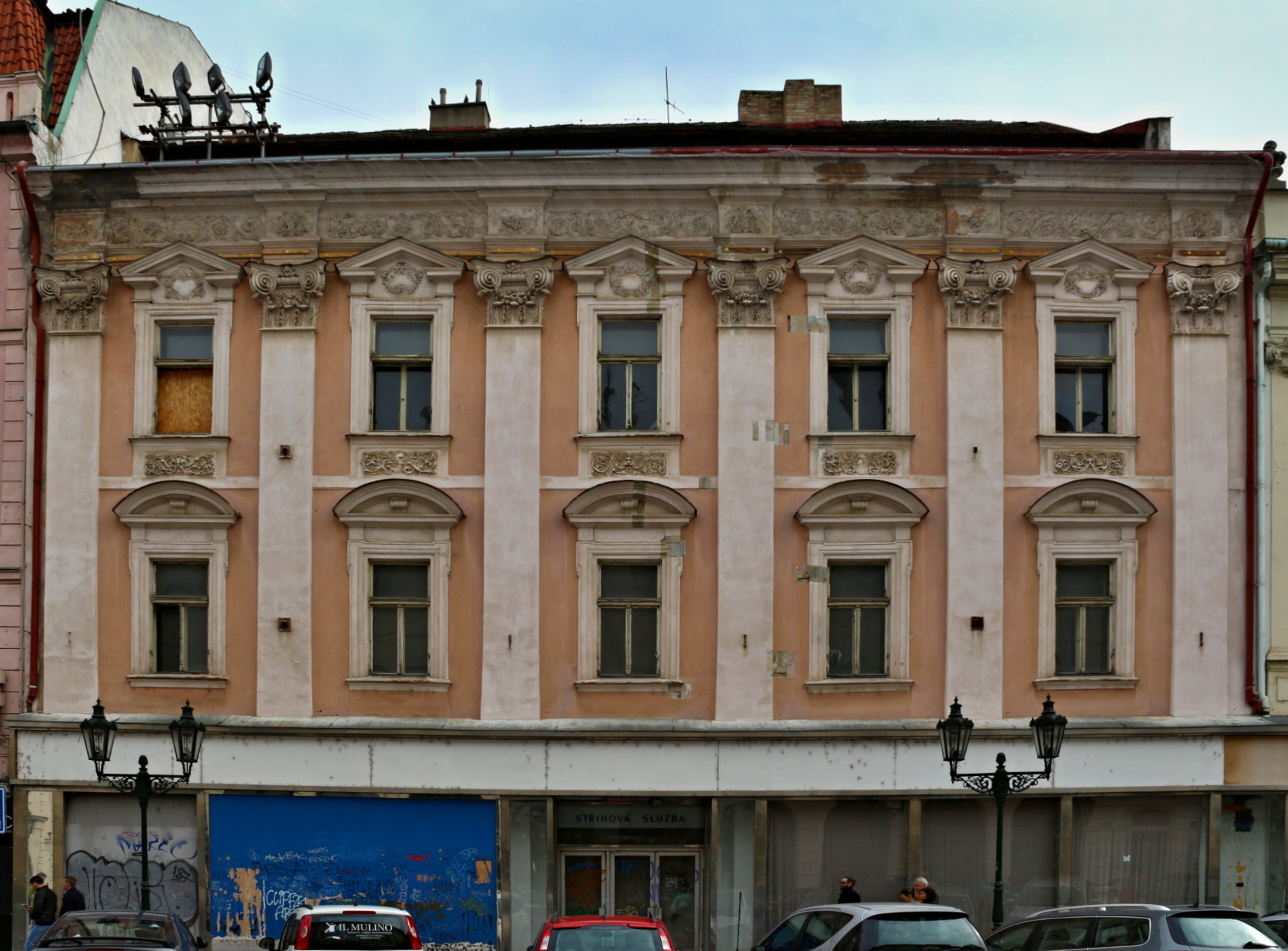
Palác Hrobčických v březnu 2017

Dům spolu se sousedním Wimmerovým palácem vlastní společnost Sluneční chrám MAITREA a.s. podnikatele Antonína Koláčka. Záměrem dalšího využití objektů č.p. 401 (palác Hrobčických), č.p. 402 (Wimmerův palác) a také č.p. 403 (dům U Modré růže) je vytvoření lázeňského zařízení včetně rehabilitačních, seminárních a restauračních provozů. Součástí rekonstrukce má být restaurování některých hodnotných prostor, uměleckých děl (včetně nástěnných maleb) i uměleckořemeslných děl  (truhlářských, kamenných, kovových, štukových a sádrových). Stav objektů je ale havarijní; stavební práce ještě (v roce 2021) nebyly zahájeny.